# サメ映画

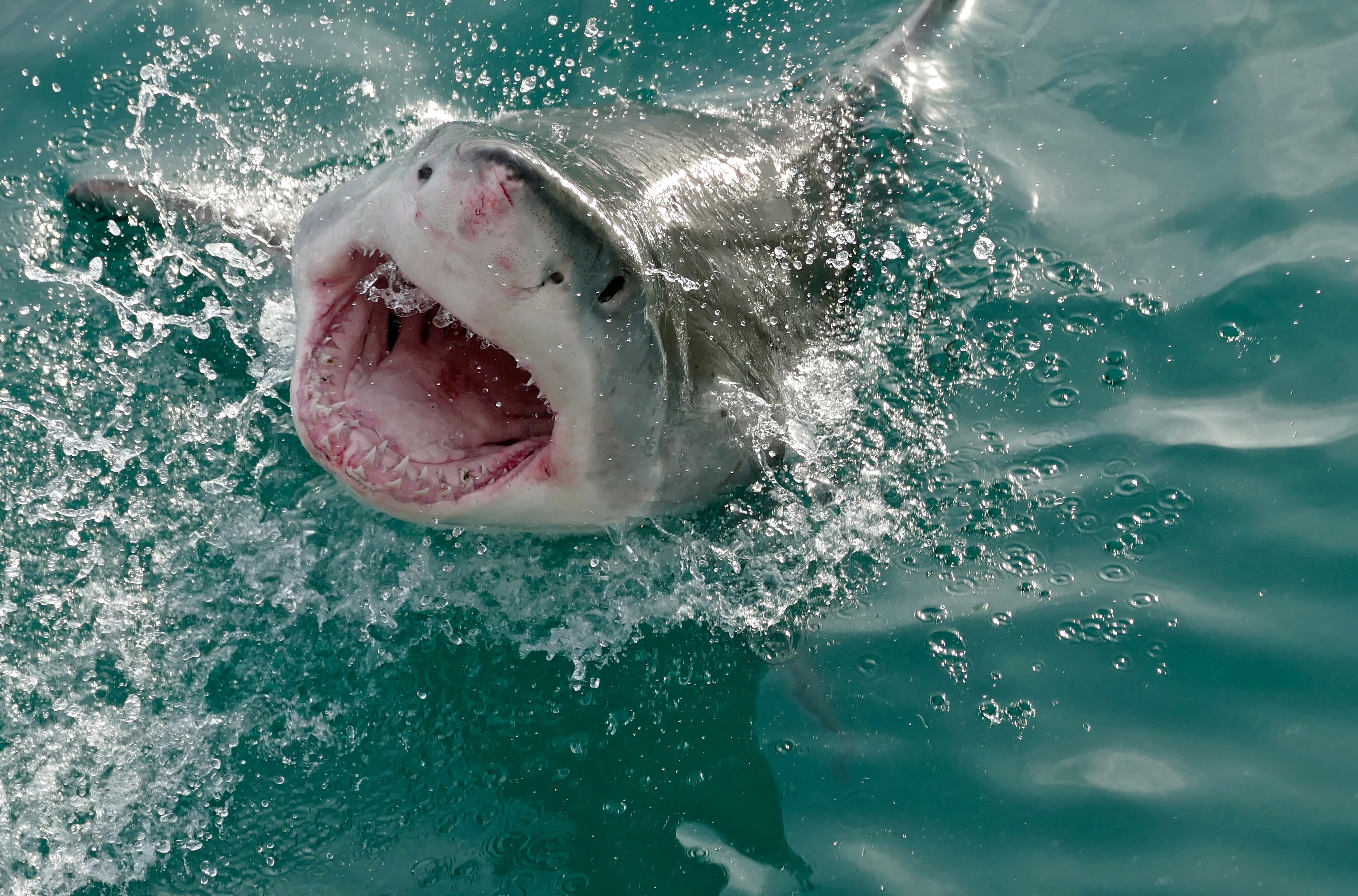
海上に顔を出すサメ

サメ映画（サメえいが、英語: Shark Movies）とは、1匹以上のサメを主な脅威（悪役）として描き、サメという海の捕食者と人間との生存をかけた戦いを描く映画のことである。
一般的に、サメが人間を襲うというインパクトからホラースリラー映画や動物パニック映画のジャンルに属することが多いが、ドラマ作品やコメディー作品として描かれることもある。

## 共通点
サメ映画の共通点としては
1. 主な敵役は、巨大で脅威的な人食いザメ[2][3]
2. サメと一緒に海中に閉じ込められたり、取り残されたりする人々のグループ[2]
3. 多くのサスペンス要素、緊張感、ジャンプスケア演出
4. 窮地を救って、サメを倒そうとする勇敢な人物[4]
5. 水着姿の女性

などが挙げられる。

## 主に登場するサメ

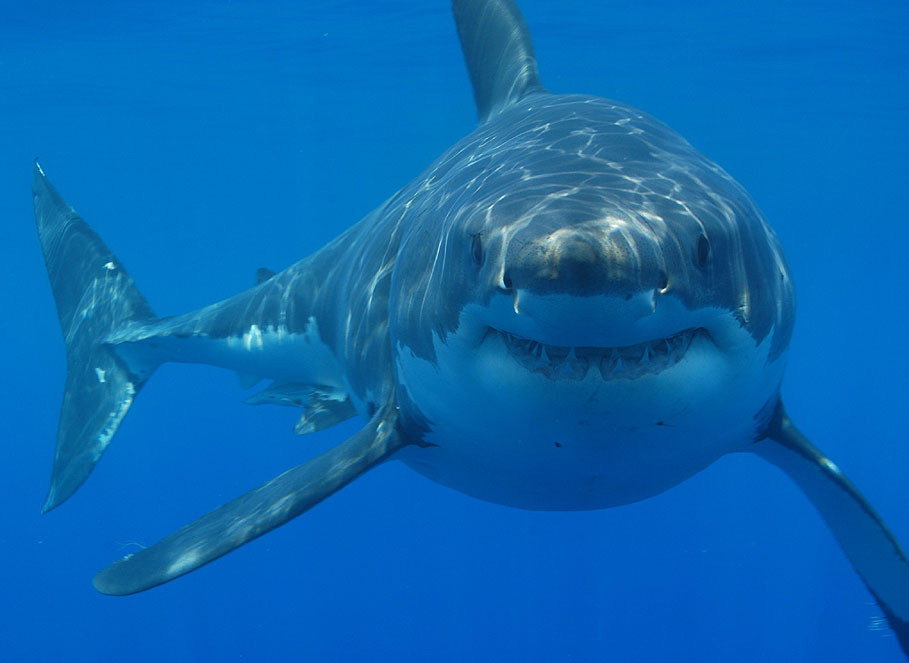
正面を向くホホジロザメ

- ホホジロザメ
- アオザメ
- オオメジロザメ
- ペレスメジロザメ
- メガロドン

## 歴史
サメ映画の歴史は古く、『ジョーズ』以前のサメ映画といえば、1936年の『White Death』、1956年の『虎鮫作戦』、1969年の『シャーク!』が代表的である。『ジョーズ』（1975年）はサメ映画の常識を覆し、『ジョーズ2』（1978年）、『ジョーズ3』（1983年）、『ジョーズ'87 復讐篇』（1987年）と3本の続編が続いた。また、1976年の『w:Mako: The Jaws of Death』、1977年の『オルカ』（サメではなくシャチが人間を襲う）、1981年の『ジョーズ リターンズ』（『ジョーズ』とあまりにも似ているためユニバーサルスタジオに訴えられた）など、明らかな模倣作品も多数製作された。
1999年公開の『ディープ・ブルー』以降、ネタ切れやマンネリ化等で、メジャースタジオ制作で劇場公開されるサメ映画の本数が大幅に減り、2003年の『オープンウォーター』を除き、主にビデオスルーやテレビ映画、単館系のZ級～B級映画が中心となっていた。しかし、2013年にオリジナルビデオとしてリリースされた『シャークネード』がカルト的な人気を獲得したことや、2016年公開の『ロスト・バケーション』が、世界興行収入で一億ドルを越える久々のヒット作となったことで、サメ映画が商業的に稼げるジャンルだと再発見され、2010年代後半以降は、劇場公開されるサメ映画も再び増えている。
2010年代にかけても、『海底47m』（2017年）や『MEG ザ・モンスター』（2018年）など、数多くのサメ映画が製作され続けている。

## サメ映画の一覧

### 『ジョーズ』シリーズ

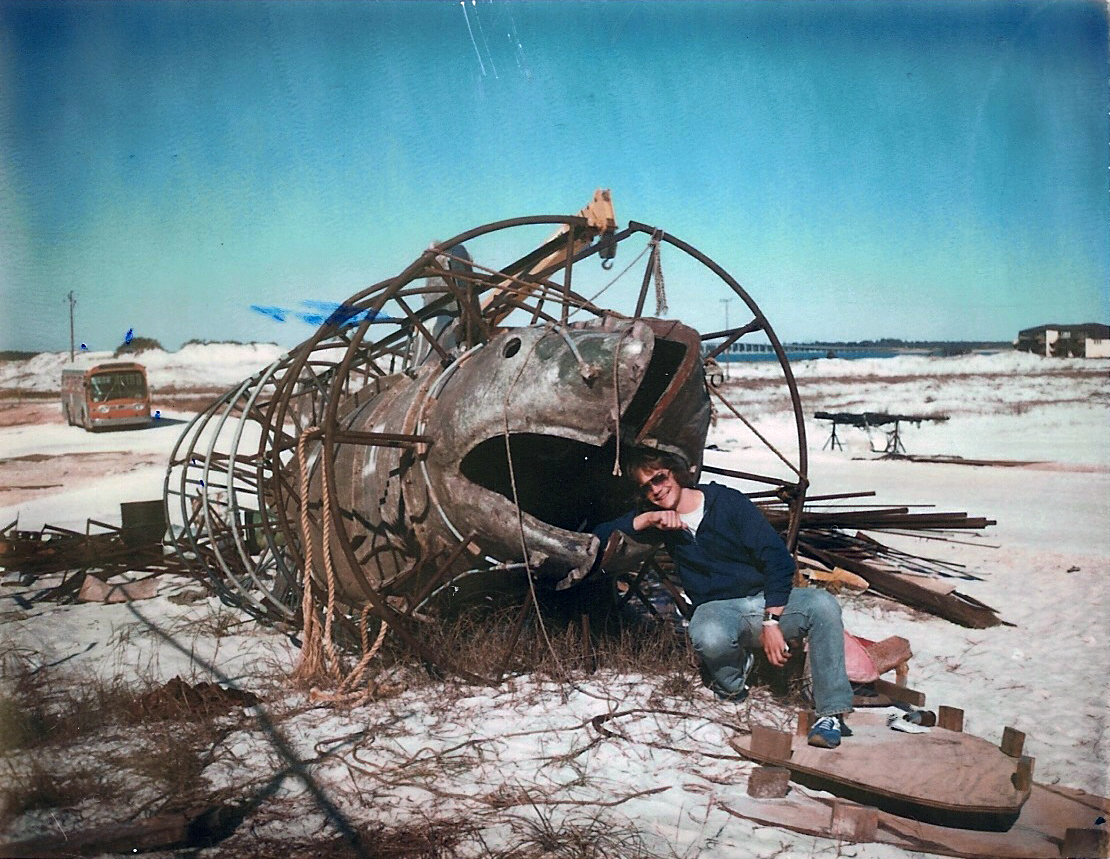
ブルースの模型

- 『ジョーズ』シリーズは、人食いザメによるパニックを描いている。記念すべき第1作目となる『ジョーズ』では、スティーヴン・スピルバーグが監督を務め、ロイ・シャイダーとロバート・ショウ、リチャード・ドレイファスの3人が協力して、血に飢えた巨大なホホジロザメに挑む姿が描かれている。この映画の続編である『ジョーズ2』は、その後、ロイ・シャイダー抜きでも『ジョーズ3』、『ジョーズ'87 復讐篇』と続編が作られるほどの利益を上げた。
- 2001年、『ジョーズ』は「夏に公開される映画が成功することを証明し、物理的な存在ではなく兆候等で示されるほとんど知覚できない悪役を作り出した功績」により、アメリカ国立フィルム登録簿に登録された[7]。

| 年   | 題名                                 | 製作国         | 備考                                             | Ref.  |
| ---- | ------------------------------------ | -------------- | ------------------------------------------------ | ----- |
| 1975 | ジョーズ Jaws                        | アメリカ合衆国 |                                                  | [ 8 ] |
| 1978 | ジョーズ2 Jaws 2                     | アメリカ合衆国 |                                                  | [ 8 ] |
| 1983 | ジョーズ3 Jaws 3                     | アメリカ合衆国 | 3Dで視聴可能な劇場では『Jaws 3-D』というタイトル |       |
| 1987 | ジョーズ'87 復讐篇 Jaws: The Revenge | アメリカ合衆国 |                                                  |       |

### 『シャークネード』シリーズ
『シャークネード』シリーズは、竜巻によって上空へと巻き上げられたサメが、人間を襲う様子を描いている。
| 年   | 題名                                                                        | 製作国         | 備考       | Ref.  |
| ---- | --------------------------------------------------------------------------- | -------------- | ---------- | ----- |
| 2013 | シャークネード Sharknado                                                    | アメリカ合衆国 | テレビ映画 |       |
| 2014 | シャークネード カテゴリー2 Sharknado 2: The Second One                      | アメリカ合衆国 | テレビ映画 | [ 8 ] |
| 2015 | シャークネード エクストリーム・ミッション Sharknado 3: Oh Hell No!          | アメリカ合衆国 | テレビ映画 |       |
| 2016 | シャークネード4 Sharknado: The 4th Awakens                                  | アメリカ合衆国 | テレビ映画 |       |
| 2017 | シャークネード5 ワールド・タイフーン Sharknado 5: Global Swarming           | アメリカ合衆国 | テレビ映画 |       |
| 2018 | シャークネード ラスト・チェーンソー 4DX The Last Sharknado: It's About Time | アメリカ合衆国 | テレビ映画 |       |

### 『オープン・ウォーター』シリーズ
| 年   | 題名                                       | 製作国         |
| ---- | ------------------------------------------ | -------------- |
| 2003 | オープン・ウォーター Open Water            | アメリカ合衆国 |
| 2007 | オープン・ウォーター2 Open Water 2: Adrift | アメリカ合衆国 |
| 2017 | ケージ・ダイブ Open Water 3: Cage Dive     | オーストラリア |

### 『海底47m』シリーズ
| 年   | 題名                                               | 製作国                  |
| ---- | -------------------------------------------------- | ----------------------- |
| 2017 | 海底47m 47 Maters Down                             | アメリカ合衆国 イギリス |
| 2020 | 海底47m 古代マヤの死の迷宮 47 Meters Down: Uncaged | アメリカ合衆国 イギリス |
| TBA  | 47 Meters Down: The Wreck                          | アメリカ合衆国 イギリス |

### 年代順

#### 1930年代
| 年   | 題名        | 製作国         |
| ---- | ----------- | -------------- |
| 1936 | White Death | オーストラリア |

#### 1950年代
| 年   | 題名                       | 製作国         | Ref. |
| ---- | -------------------------- | -------------- | ---- |
| 1950 | Killer Shark               | アメリカ合衆国 | IMDB |
| 1956 | 虎鮫作戦 The Sharkfighters | アメリカ合衆国 |      |

#### 1960年代
| 年   | 題名             | 製作国                  | 備考                      | Ref. |
| ---- | ---------------- | ----------------------- | ------------------------- | ---- |
| 1969 | シャーク! Shark! | アメリカ合衆国 メキシコ | 別題：Caine and Man-Eater | IMDb |

#### 1970年代
| 年   | 題名                                                                  | 製作国                           | 備考                                | Ref.  |
| ---- | --------------------------------------------------------------------- | -------------------------------- | ----------------------------------- | ----- |
| 1971 | 青い海と白い鮫 Blue Water, White Death                                | アメリカ合衆国                   |                                     | [ 9 ] |
| 1975 | ジョーズ Jaws                                                         | アメリカ合衆国                   | [ 10 ]                              |       |
| 1975 | シャーク・トレジャー Sharks' Treasure                                 | アメリカ合衆国                   |                                     |       |
| 1975 | シャーク! Sharks and Men                                              | イタリア 日本                    |                                     |       |
| 1976 | 地獄のジョーズ/'87最後の復讐 Mako: The Jaws of Death                  | アメリカ合衆国                   |                                     |       |
| 1976 | 人食いジョーズ/恐怖の漂流24時間 Shark Kill                            | アメリカ合衆国                   | テレビ映画 別邦題：人喰い鮫ジョーズ |       |
| 1977 | タイガーシャーク Tintorera                                            | メキシコ イギリス                | 別題：Tintorera: Killer Shark       | [ 4 ] |
| 1978 | ジョーズ2 Jaws 2                                                      | アメリカ合衆国                   |                                     |       |
| 1978 | 大竜巻/サメの海へ突っ込んだ旅客機 El Ciclón Cyclone                   | メキシコ アメリカ合衆国 イタリア | 別題：Terror Storm                  |       |
| 1978 | 人食いシャーク/バミューダ魔の三角地帯の謎 Bermude: la fossa maledetta | イタリア スペイン メキシコ       |                                     |       |
| 1979 | シャーク・ハンター Il cacciatore di squali                            | イタリア スペイン メキシコ       |                                     |       |
| 1979 | ジュラシック・ジョーズ Up from the Depth                              | アメリカ合衆国                   |                                     |       |

#### 1980年代
| 年   | 題名                                                             | 製作国                     | 備考                       | Ref.   |
| ---- | ---------------------------------------------------------------- | -------------------------- | -------------------------- | ------ |
| 1981 | ジョーズ リターンズ L'ultimo squalo Great White                  | イタリア                   | 別題：The Last Shark       | [ 11 ] |
| 1981 | 少年と鮫 Beyond The Reef                                         | アメリカ合衆国             |                            | IMDb   |
| 1983 | ジョーズ3 Jaws 3                                                 | アメリカ合衆国             |                            |        |
| 1984 | 死神ジョーズ/戦慄の血しぶき Shark/Rosso nell'oceano              | イタリア フランス          |                            |        |
| 1987 | ジョーズ'87 復讐篇 Jaws: The Revenge                             | アメリカ合衆国             |                            |        |
| 1988 | 死海からの脱出 La notte degli squali Night of the Sharks         | イタリア スペイン メキシコ | 別邦題：ジョーズ・アタック |        |
| 1989 | ディープ・ブラッド/復讐のシャーク Sangue negli abissi Deep Blood | イタリア                   | 別題：Sharks               |        |

#### 1990年代
| 年   | 題名                                                                                              | 製作国         | 備考                                         | Ref.         |
| ---- | ------------------------------------------------------------------------------------------------- | -------------- | -------------------------------------------- | ------------ |
| 1991 | シーフォース/戦艦インディアナポリス出撃 Mission Of The Shark: The Saga Of The U.S.S. Indianapolis | アメリカ合衆国 |                                              | IMDB         |
| 1995 | ジョーズ'96 虐殺篇 Cruel Jaws                                                                     | イタリア       | オリジナルビデオ作品 別題：The Beast         |              |
| 1995 | プロテウス Proteus                                                                                | アメリカ合衆国 | オリジナルビデオ作品                         |              |
| 1998 | 海棲獣 Creature                                                                                   | アメリカ合衆国 | ミニシリーズ作品                             | [ 12 ]       |
| 1998 | ジョーズ'98 激流篇 Great White                                                                    | アメリカ合衆国 | オリジナルビデオ作品                         |              |
| 1999 | シャークアタック Shark Attack                                                                     | アメリカ合衆国 | テレビ映画 『シャークアタック』シリーズ第1弾 | [ 12 ]       |
| 1999 | ディープ・ブルー Deep Blue Sea                                                                    | アメリカ合衆国 | 『ディープ・ブルー』シリーズ第1弾            | [ 8 ] [ 10 ] |

#### 2000年代
| 年   | 題名                                                                     | 製作国                          | 備考                                                | Ref.   |
| ---- | ------------------------------------------------------------------------ | ------------------------------- | --------------------------------------------------- | ------ |
| 2000 | ディープ・ライジング Shark Attack 2                                      | アメリカ合衆国 南アフリカ共和国 | オリジナルビデオ作品 『シャークアタック』の続編     | [ 12 ] |
| 2001 | シャーク・ハンター Shark Hunter                                          | アメリカ合衆国                  |                                                     |        |
| 2002 | ディープ・ライジング コンクエスト Shark Attack 3: Megalodon              | アメリカ合衆国                  | オリジナルビデオ作品 『ディープ・ライジング』の続編 | [ 12 ] |
| 2002 | メガロドン Megalodon                                                     | アメリカ合衆国                  | オリジナルビデオ作品                                |        |
| 2003 | オープン・ウォーター Open Water                                          | アメリカ合衆国                  | 海上に取り残された夫婦の恐怖を描く                  | [ 10 ] |
| 2003 | ディープシャーク Shark Zone                                              | アメリカ合衆国 · ブルガリア     | オリジナルビデオ作品                                | [ 12 ] |
| 2003 | フロム デプス Dark Waters                                                | アメリカ合衆国                  |                                                     | IMDB   |
| 2003 | レッド・ウォーター/サメ地獄 Red Water                                    | アメリカ合衆国                  | テレビ映画                                          | [ 12 ] |
| 2004 | ジョーズ/恐怖の12日間 12 Days of Terror                                  | アメリカ合衆国                  | 実話を基にしたテレビ映画                            | [ 13 ] |
| 2004 | シャーク・テイル Shark Tale                                              | アメリカ合衆国                  | [ 10 ]                                              |        |
| 2004 | 生体兵器 アトミックジョーズ Blue Demon                                   | アメリカ合衆国                  | オリジナルビデオ作品                                |        |
| 2004 | ブルーサヴェージ Hai - Alarm auf Mallorca                                | ドイツ                          | 別題：Shark Attack in the Mediterranean             |        |
| 2004 | シャークス Sharks 3D                                                     | フランス バハマ イギリス        | [ 3 ]                                               |        |
| 2005 | インパクト Raging Sharks                                                 | アメリカ合衆国 · ブルガリア     | オリジナルビデオ作品                                | [ 12 ] |
| 2005 | キラー・シャーク/殺人鮫 Hammerhead: Shark Frenzy                         | アメリカ合衆国                  | テレビ映画 別題：Sharkman、Hammerhead               |        |
| 2005 | ブルーサヴェージ/セカンドインパクト Spring Break Shark Attack            | アメリカ合衆国 南アフリカ共和国 | 『ブルーサヴェージ』とは無関係                      |        |
| 2006 | オープン・ウォーター2 Open Water 2: Adrift                               | ドイツ                          | [ 3 ]                                               |        |
| 2006 | シャークウォーター/神秘なる海の世界 Sharkwater                           | カナダ                          | [ 3 ]                                               |        |
| 2007 | Ocean of Fear: Worst Shark Attack Ever                                   | アメリカ合衆国                  | [ 13 ]                                              |        |
| 2008 | シャーク・イン・ベニス Shark in Venice                                   | アメリカ合衆国                  | 別題：Sharks in Venice（米国のみ）                  |        |
| 2008 | 凶悪海域 シャーク・スウォーム Shark Swarm                                | アメリカ合衆国                  | テレビ映画 別邦題：Great White                      |        |
| 2009 | メガ・シャークVSジャイアント・オクトパス Mega Shark Versus Giant Octopus | アメリカ合衆国 イギリス         | 『メガ・シャークVS』シリーズ第1弾                   | [ 12 ] |
| 2009 | ジョーズ・イン・ツナミ Malibu Shark Attack                               | カナダ オーストラリア           | テレビ映画                                          |        |
| 2009 | JAWS IN JAPAN                                                            | 日本                            | 『ジョーズ』シリーズとは無関係 英題：Psycho Shark   |        |

#### 2010年代
| 年   | 題名                                                                        | 製作国                                   | 備考                                                                       | Ref.   |
| ---- | --------------------------------------------------------------------------- | ---------------------------------------- | -------------------------------------------------------------------------- | ------ |
| 2010 | 赤い珊瑚礁/オープン・ウォーター The Reef                                    | オーストラリア                           |                                                                            | [ 8 ]  |
| 2010 | シャークトパス Sharktopus                                                   | アメリカ合衆国                           | 『シャークトパス』シリーズ第1弾                                            | [ 12 ] |
| 2010 | ディノシャーク Dinoshark                                                    | アメリカ合衆国                           | テレビ映画                                                                 |        |
| 2010 | メガ・シャークVSクロコザウルス Mega Shark Versus Crocosaurus                | アメリカ合衆国                           | 『メガ・シャークVS』シリーズ第2弾                                          | [ 12 ] |
| 2011 | シャーク・ナイト Shark Night                                                | アメリカ合衆国                           |                                                                            | [ 12 ] |
| 2011 | シャーク・アタック!! Super Shark                                            | アメリカ合衆国                           | 海洋掘削の事故により、巨大な原始サメが出現する                             | [ 12 ] |
| 2011 | ビーチ・シャーク Sand Sharks                                                | アメリカ合衆国                           | オリジナルビデオ作品 砂中を泳ぐサメが人間を襲う                            | [ 12 ] |
| 2011 | フライング・ジョーズ Swamp Shark                                            | アメリカ合衆国                           | テレビ映画                                                                 | [ 12 ] |
| 2012 | ジョーズ・リターン Jersey Shore Shark Attack                                | アメリカ合衆国                           | テレビ映画                                                                 |        |
| 2012 | シャーク・ウィーク Shark Week                                               | アメリカ合衆国                           |                                                                            |        |
| 2012 | えっ?サメ男 Jaws Of The Shark                                               | スウェーデン                             | IMDb                                                                       |        |
| 2012 | ジュラシック・シャーク Jurassic Shark                                       | カナダ                                   | 『ジュラシック・シャーク』シリーズ第1弾 別題：Attack Of The Jurassic Shark |        |
| 2012 | ダーク・タイド Dark Tide                                                    | アメリカ合衆国 イギリス 南アフリカ共和国 |                                                                            | [ 13 ] |
| 2012 | パニック・マーケット3D Bait 3D                                              | オーストラリア シンガポール              |                                                                            | [ 8 ]  |
| 2012 | ダブルヘッド・ジョーズ 2-Headed Shark Attack                                | アメリカ合衆国                           | オリジナルビデオ作品                                                       |        |
| 2012 | スノーシャーク/悪魔のフカヒレ Snow Shark: Ancient Snow Beast                | アメリカ合衆国                           | オリジナルビデオ作品                                                       | [ 12 ] |
| 2013 | ゴースト・シャーク Ghost Shark                                              | アメリカ合衆国                           | テレビ映画                                                                 |        |
| 2013 | シャークネード Sharknado                                                    | アメリカ合衆国                           | テレビ映画 『シャークネード』シリーズ第1弾                                 |        |
| 2013 | SPREESHARK(川鮫) Spreeshark                                                 | ドイツ                                   | 短編作品                                                                   |        |
| 2014 | シャークネード カテゴリー2 Sharknado 2: The Second One                      | アメリカ合衆国                           | テレビ映画 『シャークネード』シリーズ第2弾                                 | [ 8 ]  |
| 2014 | シャークトパスVSプテラクーダ Sharktopus vs. Pteracuda                       | アメリカ合衆国                           | 『シャークトパス』シリーズ第2弾                                            |        |
| 2014 | メガ・シャークVSメカ・シャーク Mega Shark Versus Mecha Shark                | アメリカ合衆国                           | 『メガ・シャークVS』シリーズ第3弾                                          |        |
| 2014 | ピラニアシャーク Piranha Sharks                                             | アメリカ合衆国                           |                                                                            | IMDb   |
| 2014 | 90210 Shark Attack                                                          | アメリカ合衆国                           | IMDB                                                                       |        |
| 2014 | アイス・ジョーズ Avalanche Sharks                                           | カナダ                                   | テレビ映画                                                                 |        |
| 2014 | Sharkasaurus                                                                | カナダ                                   | 短編作品                                                                   |        |
| 2015 | シャーク・キラー Shark Killer                                               | カナダ 南アフリカ共和国                  | テレビ映画                                                                 |        |
| 2015 | ロボシャーク vs. ネイビーシールズ Roboshark                                 | ブルガリア · カナダ                      |                                                                            |        |
| 2015 | エクソシスト・シャーク Shark Exorcist                                       | アメリカ合衆国                           | 旧邦題：『デビルシャーク』                                                 | IMDb   |
| 2015 | シャークトパスVS狼鯨 Sharktopus vs. Whalewolf                               | アメリカ合衆国                           | 『シャークトパス』シリーズ第3弾                                            |        |
| 2015 | シャークネード エクストリーム・ミッション Sharknado 3: Oh Hell No!          | アメリカ合衆国                           | 『シャークネード』シリーズ第3弾                                            |        |
| 2015 | ゾンビシャーク 感染鮫 Zombie Shark                                          | アメリカ合衆国                           | 別題：Shark Island                                                         | IMBD   |
| 2015 | トリプルヘッド・ジョーズ 3-Headed Shark Attack                              | アメリカ合衆国                           | オリジナルビデオ作品                                                       |        |
| 2015 | メガ・シャークVSグレート・タイタン Mega Shark vs. Kolossus                  | アメリカ合衆国                           | 『メガ・シャークVS』シリーズ第4弾                                          |        |
| 2015 | ロスト・ジョーズ Raiders of The Lost Shark                                  | アメリカ合衆国                           |                                                                            | IMDB   |
| 2015 | ドルフ・ラングレン 処刑鮫 Shark Lake                                        | アメリカ合衆国                           | ドルフ・ラングレンがゲスト出演                                             |        |
| 2015 | Ghost Shark 2: Urban Jaws                                                   | アメリカ合衆国                           | 『ゴースト・シャーク』とは関係ない                                         |        |
| 2017 | サマー・シャーク・アタック Ozark Sharks                                     | アメリカ合衆国                           | テレビ映画 別邦題：Summer Shark Attack                                     |        |
| 2017 | シャークネード4 Sharknado: The 4th Awakens                                  | アメリカ合衆国                           | 『シャークネード』シリーズ第4弾                                            |        |
| 2017 | シャーク・プリズン/鮫地獄女囚大脱獄 Sharkansas Women's Prison Massacre      | アメリカ合衆国                           | オリジナルビデオ作品                                                       |        |
| 2017 | シャーケンシュタイン Sharkenstein                                           | アメリカ合衆国                           | 旧邦題：『フランケンジョーズ』                                             |        |
| 2017 | PLANET OF THE SHARKS 鮫の惑星 Planet of the Sharks                          | アメリカ合衆国                           | 『鮫の惑星』シリーズ第1弾                                                  | IMDb   |
| 2017 | シン・ジョーズ Saltwater: Atomic Shark                                      | アメリカ合衆国                           |                                                                            |        |
| 2017 | ディープブルー・ライジング Ice Sharks                                       | アメリカ合衆国                           | IMDb                                                                       |        |
| 2017 | ロスト・バケーション The Shallows                                           | アメリカ合衆国                           | [ 8 ]                                                                      |        |
| 2017 | Dam Sharks                                                                  | アメリカ合衆国                           | IMDb                                                                       |        |
| 2017 | 海底47m 47 Meters Down                                                      | イギリス アメリカ合衆国                  | [ 8 ]                                                                      |        |
| 2017 | ケージ・ダイブ Open Water 3: Cage Dive                                      | オーストラリア                           |                                                                            | [ 13 ] |
| 2017 | シャークネード5 ワールド・タイフーン Sharknado 5: Global Swarming           | アメリカ合衆国                           | 『シャークネード』シリーズ第5弾                                            |        |
| 2017 | 鮫の惑星 海戦記 Empire of the Sharks                                        | アメリカ合衆国                           | 『鮫の惑星』（2016年）シリーズ第2弾                                        | IMDb   |
| 2017 | ハウス・シャーク House Shark                                                | アメリカ合衆国                           | オリジナルビデオ作品                                                       |        |
| 2017 | シャーク・ショック Trailer Park Shark                                       | アメリカ合衆国                           | 別題：Shark Shock                                                          | IMDB   |
| 2017 | ファイブヘッド・ジョーズ 5-Headed Shark Attack                              | アメリカ合衆国                           | テレビ映画                                                                 |        |
| 2017 | Mississippi River Sharks                                                    | アメリカ合衆国                           | テレビ映画                                                                 | IMDB   |
| 2017 | Toxic Shark                                                                 | アメリカ合衆国                           | テレビ映画                                                                 |        |
| 2017 | ランドシャーク/丘ジョーズの逆襲 Land Shark                                  | アメリカ合衆国                           |                                                                            | IMDb   |
| 2017 | サメストーカー ビギニング Stalker's Prey                                    | アメリカ合衆国                           | テレビ映画                                                                 | IMDb   |
| 2018 | コマンドーシャーク/地獄の殺人サメ部隊 Post Apocalyptic Commando Shark       | アメリカ合衆国                           |                                                                            | IMDb   |
| 2018 | シャークネード ラスト・チェーンソー 4DX The Last Sharknado: It's About Time | アメリカ合衆国                           | 『シャークネード』シリーズ第6弾                                            | IMDb   |
| 2018 | ジョーズ/キング・オブ・モンスターズ Nightmare Shark                         | アメリカ合衆国                           | テレビ映画                                                                 | IMDb   |
| 2018 | MEGALODON ザ・メガロドン Megalodon                                          | アメリカ合衆国                           | テレビ映画                                                                 | IMDb   |
| 2018 | ディープ・ブルー2 Deep Blue Sea 2                                           | アメリカ合衆国                           | 『ディープ・ブルー』シリーズ第2弾                                          | IMDb   |
| 2018 | ホワイトシャーク Frenzy                                                     | アメリカ合衆国                           |                                                                            | IMDb   |
| 2018 | Santa Jaws                                                                  | アメリカ合衆国                           | IMDb                                                                       |        |
| 2018 | Sharkwater Extinction                                                       | カナダ                                   | 『シャークウォーター/神秘なる海の世界』の続編                              | [ 3 ]  |
| 2018 | MEG ザ・モンスター The Meg                                                  | アメリカ合衆国 中国                      | ジェイソン・ステイサム主演                                                 | IMDb   |
| 2018 | シックスヘッド・ジョーズ 6-Headed Shark Attack                              | アメリカ合衆国                           | テレビ映画                                                                 | IMDb   |
| 2019 | 海底47m 古代マヤの死の迷宮 47 Meters Down: Uncaged                          | アメリカ合衆国 イギリス                  | 『海底47m』シリーズ第2弾                                                   | IMDb   |
| 2019 | BAD CGI SHARKS/電脳鮫 Bad CGI Sharks                                        | アメリカ合衆国                           |                                                                            | IMDb   |
| 2019 | Capsized: Blood in the Water                                                | アメリカ合衆国                           | IMDb                                                                       |        |
| 2019 | スノー・モンスター 大雪怪                                                   | 中国                                     | 別題:Snow Monster                                                          | IMdb   |

#### 2020年代
| 年   | 題名                                                                   | 製作国                  | 備考                                                                  | Ref.  |
| ---- | ---------------------------------------------------------------------- | ----------------------- | --------------------------------------------------------------------- | ----- |
| 2020 | ウィジャ・シャーク/霊界サメ大戦 Ouija Shark                            | アメリカ合衆国          | テレビ映画                                                            | IMDb  |
| 2020 | エイリアンVSジョーズ Shark Encounters of The Third Kind                | アメリカ合衆国          | テレビ映画                                                            | IMDb  |
| 2020 | ディープ・ブルー3 Deep Blue Sea 3                                      | アメリカ合衆国          | 『ディープ・ブルー』シリーズ第3弾                                     | [ 2 ] |
| 2020 | ホワイトシャーク/海底の白い死神 Shark Season                           | アメリカ合衆国          | 『ホワイトシャーク』とは関係ない                                      | IMDb  |
| 2020 | シン・ジョーズ/最強生物の誕生 陆行鲨                                   | 中国                    | 『シン・ジョーズ』とは関係ない 別題:Land Shark                        | IMDb  |
| 2020 | スカイ・シャーク Sky Sharks                                            | ドイツ                  | テレビ映画                                                            | IMDb  |
| 2020 | フロム・ディープ・ウォーター From the Depths                           | アメリカ合衆国          |                                                                       | IMDb  |
| 2020 | Amityville Island                                                      | アメリカ合衆国          | 『悪魔の棲む家』を題材とした作品                                      | IMDb  |
| 2020 | サメストーカー A Predator's Obsession: Stalker's Prey 2                | アメリカ合衆国          | 『サメストーカー ビギニング』の続編                                   | IMDb  |
| 2020 | ジョーズ・ザ・モンスター 血鲨                                          | 中国                    | 別題:Horror Shark                                                     | IMDb  |
| 2020 | The Ballad of Sharkasaurus                                             | カナダ                  | 短編映画 『Sharkasaurus』の続編                                       | IMDb  |
| 2021 | グレート・ホワイト Great White                                         | オーストラリア          | [ 15 ]                                                                | IMDb  |
| 2021 | サメと遊ぶ伝説のダイバー Playing with Sharks: The Valerie Taylor Story | アメリカ合衆国          | [ 3 ]                                                                 |       |
| 2021 | ザ・メガロドン/怪獣大逆襲 Megalodon Rising                             | アメリカ合衆国          | 『MEGALODON ザ・メガロドン』の続編                                    | IMDb  |
| 2021 | サメデター Apex Predators                                              | アメリカ合衆国          | 別題：Jaws of Los Angeles                                             | IMDb  |
| 2021 | シャークストーム Swim                                                  | アメリカ合衆国          | テレビ映画                                                            | IMDb  |
| 2021 | シャーコーン!/呪いのモロコシ鮫 Sharks of the Corn                      | アメリカ合衆国          | テレビ映画                                                            | IMDb  |
| 2021 | Shark Huntress                                                         | アメリカ合衆国          | テレビ映画                                                            | IMDb  |
| 2021 | ジュラシック・シャークZ Jurassic Shark 2: Aquapocalypse                | アメリカ合衆国          | 『ジュラシック・シャーク』シリーズ第2弾                               | IMDb  |
| 2021 | ウイルスシャーク Virus Shark                                           | アメリカ合衆国          | テレビ映画                                                            | IMDb  |
| 2021 | ビッグフットvsメガロドン Bigfoot vs Megalodon                          | アメリカ合衆国          | テレビ映画                                                            | IMDb  |
| 2021 | シ―ワールドZ Aquarium of the Dead                                      | アメリカ合衆国          | テレビ映画                                                            | IMDb  |
| 2021 | Noah's Shark                                                           | アメリカ合衆国          | テレビ映画                                                            | IMDb  |
| 2021 | ギガ・シャーク 巨鲨之夺命鲨滩 Huge Shark                               | 中国                    | 別英題：Red Water                                                     | IMDb  |
| 2021 | MAKO 死の沈没船 فيلم ماكو Mako                                         | エジプト                |                                                                       | IMDb  |
| 2021 | ジョーズ・リベンジ 鲨口逃生                                            | 中国                    | 別題:Escape of Shark                                                  | IMDb  |
| 2021 | サメストーカー リターンズ A Predator Returns: Stalker's Prey 3         | アメリカ合衆国          | 『サメストーカー』の続編                                              | IMDb  |
| 2021 | ジョーズ MEGAモンスターズ 夺命巨鲨                                     | 中国                    | 別題:Killer Shark                                                     | IMDb  |
| 2022 | 海上48hours -悪夢のバカンス- Shark Bait                                | イギリス                |                                                                       | [ 3 ] |
| 2022 | ジョーズ ザ・ファイナル The Reef: Stalked                              | オーストラリア          | 『The Reef』（2010年）シリーズ第2弾                                   | IMDb  |
| 2022 | ジョーズ・バケーション The Requin                                      | アメリカ合衆国          | テレビ映画                                                            | [ 3 ] |
| 2022 | シャーキュラ/吸血鮫 Sharkula                                           | アメリカ合衆国          | テレビ映画                                                            | IMDb  |
| 2022 | シャーク・クルーズ Shark Waters                                        | アメリカ合衆国          | テレビ映画                                                            | IMDb  |
| 2022 | ノー・シャーク No Shark                                                | アメリカ合衆国          | テレビ映画                                                            | IMDb  |
| 2022 | マンイーター:捕食 Maneater                                             | アメリカ合衆国          | テレビ映画                                                            | IMDb  |
| 2022 | ムーンシャーク Shark Side of the Moon                                  | アメリカ合衆国          | テレビ映画                                                            | IMDb  |
| 2022 | KANIZAME シャークラブ Cocaine Shark                                    | アメリカ合衆国          | テレビ映画                                                            | IMDb  |
| 2022 | Bull Shark                                                             | アメリカ合衆国          | 別題：Blood in The Water                                              | IMDb  |
| 2022 | イド・シャーク 心霊調査ビッグサマー                                    | 日本                    | 『心霊調査ビッグサマー』シリーズ第1弾                                 |       |
| 2022 | トイ・シャーク Doll Shark                                              | アメリカ合衆国          |                                                                       | IMDb  |
| 2022 | ウィジャ・シャーク2 Ouija Shark 2                                      | カナダ                  | 『ウィジャ・シャーク/霊界サメ大戦』の続編                             | IMDb  |
| 2023 | 妖獣奇譚 ニンジャVSシャーク                                            | 日本                    |                                                                       |       |
| 2023 | ラブ・シャーク 心霊調査ビッグサマー                                    | 日本                    | 『心霊調査ビッグサマー』シリーズ第2弾                                 |       |
| 2023 | ブラック・デーモン/絶体絶命 The Black Demon                            | ドミニカ共和国          |                                                                       | IMDb  |
| 2023 | シャーク・ド・フランス L'année du Requin                               | フランス                | 別題:Year of the Shark                                                | IMDb  |
| 2023 | MEG ザ・モンスターズ2 Meg 2: The Trench                                | アメリカ合衆国 中国     | 『MEG ザ・モンスター』の続編                                          | IMDb  |
| 2023 | シャーク・イン・ザ・ダーク Blind Waters                                | アメリカ合衆国          |                                                                       | IMDb  |
| 2023 | ザ・メガロドン/大怪獣覚醒 Megalodon: The Frenzy                        | アメリカ合衆国          | 『ザ・メガロドン/怪獣大逆襲』の続編                                   | IMDb  |
| 2023 | 食人鮫 ディープ・キラー 食人鲨                                         | 中国                    | 別題:Shark Evil                                                       | IMDb  |
| 2023 | ナルコシャーク Narco Shark                                             | メキシコ                |                                                                       | IMDb  |
| 2023 | ジュラシック・シャーク-3.0 Jurassic Shark 3: SEAVENGE                  | アメリカ合衆国          | 『ジュラシック・シャーク』シリーズ第3弾                               | IMDb  |
| 2024 | セーヌ川の水面の下に Sous la Seine                                     | フランス                | Netflixオリジナル映画 別題:Under Paris                                | IMDb  |
| 2024 | 温泉シャーク Onsen Shark                                               | 日本                    |                                                                       |       |
| 2024 | ラスト・シャーク 心霊調査ビッグサマー                                  | 日本                    | 『心霊調査ビッグサマー』シリーズ第3弾                                 |       |
| 2024 | 松島トモ子 サメ遊戯                                                    | 日本                    |                                                                       |       |
| 2024 | 密輸 1970 Smugglers                                                    | 韓国                    |                                                                       |       |
| 2024 | エア・ロック 海底緊急避難所 No Way Up                                  | イギリス                | IMDb                                                                  |       |
| 2024 | ホワイトシャーク/湖の水面の下に Shark Warning!                         | アメリカ合衆国          | 『ホワイトシャーク』、『ホワイトシャーク/海底の白い死神』とは関係ない | IMDb  |
| 2024 | 音波怪獣 グラメタシャーク Kaiju Glam Metal Shark Attack                | アメリカ合衆国          | テレビ映画                                                            | IMDb  |
| 2024 | ナノシャーク Nanoshark                                                 | アメリカ合衆国          | テレビ映画                                                            | IMDb  |
| 2024 | スペース・シャーク Space Sharks                                        | アメリカ合衆国          | テレビ映画                                                            | IMDb  |
| 2024 | シャーク・ガール Shark Girl                                            | アメリカ合衆国          | テレビ映画                                                            | IMDb  |
| 2024 | 帰ってきたエクソシスト・シャーク Shark Exorcist 2: Unholy Waters       | アメリカ合衆国          | 『エクソシスト・シャーク』の続編                                      | IMDb  |
| 2024 | サメデターZ 飛鮫 Apex Predators 2: The Spawning                        | アメリカ合衆国          | 『サメデター』の続編                                                  | IMDb  |
| 2025 | おでかけ子ザメ とかいのおともだち                                      | 日本                    |                                                                       |       |
| TBA  | 47 Meters Down: The Wreck                                              | アメリカ合衆国 イギリス | 『海底47m』シリーズ第3弾                                              | IMDb  |

## その他
サメを主題としていなくても、さまざまな形でサメが登場する映画は多く存在する。
- 様々なジェームズ・ボンド映画において、サメは人食い肉食獣として描かれている。

例えば、『007/サンダーボール作戦』や『007/死ぬのは奴らだ』、『007/私を愛したスパイ』、『007/ユア・アイズ・オンリー』、『007/消されたライセンス』では、ボンドの敵が裏切り者や裏切りを疑われる者に対して、暴力的で過激な処刑方法としてサメを使用している。
- ボンド映画の多くの要素をパロディ化した映画『オースティン・パワーズ』シリーズでは、悪役のDr.イーブルが、頭にレーザービーム照射装置を取り付けたサメを手に入れることができず、非常に不愉快な思いをするシーンがある。ただし、彼の願いは、第3作目で叶えられることになる。

- 『バットマン』（1966年）に登場するサメは、ヘリコプターの縄梯子を上るバットマンを襲い、バットシャーク撃退剤（Bat-shark repellent）を噴射されて爆発する。
- 『ファインディング・ニモ』　Finding Nemo（2003年）

ディズニー/ピクサー制作によるアニメ映画。ハンマーヘッドシャークのアンカー、ホホジロザメのブルース、アオザメのチャムというサメのトリオが登場する。彼らは、サメの印象を良くしようとベジタリアンを標榜し、罪のない魚を食べたいという本能的な欲望に抗っている姿が描かれている。
- 『ファインディング・ドリー』　Finding Dory（2016年）

ディズニー/ピクサー制作によるアニメ映画。『ファインディング・ニモ』の続編。デスティニーという名前のジンベエザメが登場する。
- 『パイレーツ・オブ・カリビアン/デッドマンズ・チェスト』　Pirates of the Caribbean: Dead Man's Chest（2006年）
- 『パイレーツ・オブ・カリビアン/ワールド・エンド』　Pirates of the Caribbean: At World's End（2007年）

デイヴィ・ジョーンズの配下であるマッカスは、傷だらけの頭部がハンマーヘッドシャークのような頭をし、サメのように鋭い牙のような歯を持っている。
- 『パイレーツ・オブ・カリビアン/最後の海賊』　Pirates of the Caribbean: Dead Men Tell No Tales（2017年）

ディズニー映画。アンデッドシャークが登場する。
- 『パシフィック・ウォー』　USS Indianapolis: Men of Courage（2016年）

太平洋戦争末期を描く戦争映画。撃沈された巡洋艦インディアナポリスの乗組員たちが海上で救出を待つ間、獰猛なサメに襲われ、次々と命を落とす。
『ジョーズ』に登場するサム・クイント（ロバート・ショウ）は、太平洋戦争中に巡洋艦インディアナポリスに乗り込んでいたという設定。
- 『マダガスカル2』　Madagascar 2: Escape to Africa（2008年）

わずかなシーンながらも、サメが登場する。
- 『サンゲリア』　Zombi 2（1979年）

ゾンビがサメと格闘するシーンがある。
- 『コン・ティキ』　Kon-Tiki（2012年）

1947年、古代ペルーの筏を再現して太平洋横断に挑戦した男たちの海洋アドベンチャー映画。太平洋横断中にサメに襲われる。
- 『ファイナル・プロジェクト』　警察故事4之簡單任務（1996年）

サメが泳ぐ水槽内での格闘シーンがある。
- 『ザ・スーサイド・スクワッド “極”悪党、集結』　The Suicide Squad（2021年）

キング・シャークという、サメと人間のハイブリッドであるキャラクターが登場する。人間の肉が好物で、頭から丸呑みにしてしまう。元々は、アクアマンや、フラッシュ、スーパーボーイのヴィラン。

### 備考
1. ↑  Open Water 2 has been excluded from this list. Although it is nominally part of the Open Water franchise, it is thematically unrelated to either Open Water or Open Water 3.